# Birgit Jankovic-Steiner
Birgit Ursula Jankovic-Steiner (* 15. September 1983 in Leoben) ist eine österreichische Autorin und psychologische Beraterin.

## Leben
Birgit Jankovic-Steiner wuchs in der Steiermark auf. Sie absolvierte den Master of Science „Psychosoziale Beratung“ an der Donau-Universität Krems. Zunächst war sie im Bereich der Unternehmensberatung tätig als Coach, mit dem Schwerpunkt Wirtschaftstraining. Heute arbeitet Jankovic-Steiner selbständig als psychologische und spirituelle Beraterin in Wien. Sie leitete von 2013 bis 2023, die von ihr gegründete „Hexenschule Wien“, in der sie Interessierte zu „magischen Berater*innen“ ausbildete.
Jankovic-Steiner versteht sich als „moderne Hexe“. In ihre Arbeit integriert sie verschiedene Elemente aus der Esoterik. Ihr Ziel ist es, Menschen zur Selbsthilfe anzuleiten. Diese Ausrichtung ihrer Arbeit, hat sich aus eigener Erfahrung mit Burn-out und Depression ergeben. Ihre Kenntnisse über das Hexentum und die Kräuterlehre, hat sie nach eigenen Angaben, bereits seit ihrer Kindheit beigebracht bekommen. Demnach war auch ihre Großmutter eine Kräuterhexe.
Birgit Jankovic-Steiner hat den „Feeling Code“ entwickelt und im gleichnamigen Buch veröffentlicht: eine Therapie-Technik, mit der man zur Bewältigung von Krisen, Blockaden und negativen Verhaltensmustern den Verstand ausschaltet, um der eigenen Intuition folgen zu können. Ihr jüngstes Buch ist Die Hexenschule mit Inhalten aus ihren Kursen.
Zum 24. Dezember 2023 wurde das Unternehmen von Jankovic-Steiner aufgelöst und die dazugehörigen Social-Media-Kanäle entfernt.

## Werke
- Die Hexenschule: Magie, Mystik und altes Wissen für moderne Hexen. Knaur Balance, München 2020, ISBN 978-3-426-67596-0
- Der Feeling-Code: Wie wir jedes Problem fühlen, verstehen und loslassen können. Knaur Balance, München 2019, ISBN 978-3-426-67579-3
- Der Feeling-Code: Wie wir jedes Problem fühlen, verstehen und loslassen können. Hörbuch. Argon Verlag, Berlin 2019, ISBN 978-3-8398-8190-3
- Magische Hexenunfälle. Masou-Verlag, Holdorf 2018, ISBN 978-3-944648-26-2
- Magische Beauty- & Kräuter-Experimente: 123 Kräuterrezepte. Freya Verlag, Linz 2017, ISBN 978-3-99025-297-0